# 大武浩幸
大武浩幸（おおたけ ひろゆき 1938年1月23日-2020年6月19日）は、日本の実業家。栃木県那珂川町出身。

## 来歴・人物
1956年3月、株式会社ワタル商会（現ワタル株式会社及びワタル不動産株式会社）入社
1968年3月、同社取締役就任。 
1973年11月、株式会社ユニカフェ取締役就任。1977年11月同社常務取締役就任、1989年11月同社専務取締役を就任を経て、1991年11月同社代表取締役に就任。
2001年9月、同社は東京証券取引所市場第一部に上場。現在に至る。
日本家庭用レギュラーコーヒー工業会幹事（現任）、全日本コーヒー公正取引協議会常任理事（現任）、社団法人全日本コーヒー協会技術環境委員会委員長、独立行政法人中小企業基盤整備機構 新事業開拓促進出資事業に係る出資先選定委員会（現 出資先候補評価委員会）委員などを務める。

## 著書
・利他に生きる―コーヒー業界の風雲児 大武浩幸のコーヒー業半世紀（日本出版制作センター 2006年）